# Carlos Strandberg
Sergio Carlos Strandberg, född 14 april 1996 i Göteborg, är en svensk fotbollsspelare (anfallare) som spelar för Hatayspor.

## Klubbkarriär

### Tidig karriär
Strandberg, som har rötter i Moçambique, är uppväxt i Backa, Göteborg och började som sexåring spela fotboll i Backa IF. 2005 slogs klubben ihop med Hisingstads IS och bildade Hisingsbacka FC, där Strandberg stannade och som 15-åring gjorde debut i Division 5.

### BK Häcken
Strandberg skrev 2012 på för BK Häcken. Under sitt första år i klubben vann han skytteligan för U17-laget i Pojkallsvenskan Elit Mellersta. Han flyttades under året upp i U19-laget och gjorde två mål i Juniorallsvenskan Elit Södra. Strandberg fortsatte under 2013 att göra mål i U19- samt U21-laget och belönades med ett A-lagskontrakt på 4,5 år under sommaren 2013. Han hade dock dessförinnan gjort sin allsvenska debut för Häcken i en 0–2-hemmaförlust mot Åtvidabergs FF den 19 juni 2013, där Strandberg i den 62:a minuten byttes in mot Simon Gustafson.

### CSKA Moskva
I februari 2015 skrev Strandberg på ett femårskontrakt för ryska CSKA Moskva. Han debuterade för klubben den 14 mars 2015 i en 4–0-vinst över Mordovia Saransk, där han byttes in i den 67:e minuten mot Georgi Milanov. Den 21 mars 2015 gjorde han sitt första mål för klubben i en 4–1-bortavinst över Arsenal Tula, där han byttes in i den 85:e minuten mot Roman Jeremenko och tre minuter senare gjorde mål. Strandbergs succé befästes när han med 25% blev framröstad till månadens spelare i april av CSKA Moskva-supportrarna. Laget slutade till slut på en andraplats i ligan.
Sommaren 2015 lånades Strandberg ut till seriekonkurrenten FC Ural till slutet av året för att få kontinuerligt med speltid. Strandberg debuterade för klubben den 22 augusti 2015 mot Anzji (1–1), där han byttes in i den 72:a minuten mot Edgar Manutjarjan.

### AIK
Den 31 mars 2016 blev Strandberg klar för en utlåning till AIK fram till den 18 juli 2016.
Svenska Fotbollförbundets disciplinnämnd avstängde Strandberg i två matcher efter att han hade tagit stryptag på lagkamraten Daniel Sundgren under matchen mot Falkenberg den 20 maj 2016.

### Club Brugge
Den 5 januari 2017 tillkännagavs att Strandberg skrivit på ett 4,5-årskontrakt för belgiska Club Brugge. Han lånades dock omgående ut till KVC Westerlo.

### Malmö FF
Den 9 augusti 2017 värvades Strandberg av Malmö FF, där han skrev på ett 4,5-årskontrakt. I april 2019 lånades Strandberg ut till Örebro SK på ett låneavtal fram till 17 juli 2019. I juli 2019 förlängdes låneavtalet över resten av säsongen.

### Al-Sailiya
I januari 2022 värvades Strandberg av qatariska Al-Sailiya, där han skrev på ett kontrakt till sommaren.

### Hatayspor
I juni 2023 värvades Strandberg av turkiska Hatayspor.

## Landslagskarriär
Strandberg var år 2013 uttagen i Sveriges U17-landslag för att medverka i U17-världsmästerskapet i fotboll i Förenade Arabemiraten, där Sverige sedermera slutade på 3:e plats. Den 13 juni 2015 debuterade Strandberg för "det yngre" U21-landslaget mot Finland,  och tre dagar senare gjorde han sina två första mål i en match mot Albanien.